# مارک-جوزف ماریون دو فرسن
مارک-جوزف ماریون دو فرسن (Marc-Joseph Marion du Fresne) (زادهٔ ۲۲ مه ۱۷۲۴- درگذشتهٔ ۱۲ ژوئن ۱۷۷۲)، ناخدای فرانسوی، کاپیتان شرق هند و کاوشگر بود. ماموریت‌هایی که در سال ۱۷۷۱ برای پیدا کردن ترا استرالیس فرضی انجام داد به اکتشاف‌های جغرافیایی مهمی در جنوب اقیانوس هند و اکتشاف‌های انسان‌شناسی در تاسمانی و نیوزلند منجر شد. آنها در مقایسه با ماموریت‌های اروپایی قبلی زمان زیادی در ساحل نیوزلند زندگی کردند. در میانه مأموریت بودند که قبیله نگاره رائوماتی ماریون را به قتل رساندند.
یاد او با نام‌گذاری خلیج ماریون در تاسمانی و همچنین نام‌گذاری دو کاوشگر اقیانوسی موفق فرانسوی به نام‌های ماریون دو فرسن (۱۹۷۲) و مارسون دو فرسن دو زنده نگه داشته شده‌است و این دو کاوشگر در خدمت قلمروهای جنوب فرانسه از قبیل جزیره آمستردام، جزیره سنت پل، جزایر کروزت و جزایر کرگولن بودند.

## اوایل حرفه
در سال ۱۷۲۴ در خانواده سن-مالو که اشراف‌زاده نبودند اما ثروتمند، مالک کشتی و بازرگان بودند، به دنیا آمد. در نهایت مزرعه لا فرنسه در نزدیکی روستای سنت ژان سون ویلن را به ارث برد و خود را ماریون دو فرسن (یا در مواردی دو فرسن ماریون) نامید. هرگز به عنوان دو فرسن شناخته نشد یا امضا نکرد اما این لقب در نیوزلند و تاسمانی واژه بسیار معروفی است. ابتدا در سال ۱۷۴۱ با ۲۲ اسلحه در سفری به خارج از کادیز در سنت اسپریت رفت.
ماریون در دوران جنگ جانشینی اتریش به عنوان ناخدا، چند کشتی را هدایت کرد، از جمله پرینس کانتی و چارلز ادوارد استوارت را از اسکاتلند به فرانسه منتقل کرد. در جنگ هفت ساله در عملیات دریایی متعددی شرکت کرد. از فعالیت‌های او می‌توان به همراهی الکساندر گای پینجره ستاره‌شناس برای مشاهده گذر زهره در سال ۱۷۶۱ در اقیانوس هند اشاره نمود.
ماریون در ژانویه ۱۷۶۲، زمینی در جزیره موریس گرفت. گرچه در سال‌های ۱۷۶۴ و ۱۷۶۷ به فرانسه برگشت و در سال ۱۷۶۸ این جزیره را به خانه خود تبدیل کرد.

## سفر اکتشافاتی ترا آوسترالیس
ماریون در اکتبر ۱۷۷۰ پیر پیوور فرماندور پورت لوئیس را متقاعد کرد دو کشتی در اختیارش بگذارد و او را به مأموریت دوگانه‌ای در اقیانوس آرام بفرستد. کاوشگر همکار ماریون لوئیس آنتوان دو بوگنویل به تازگی به همراه یک بومی تایهیتی به اسم آتورو از اقیانوس آرام برگشته بود. به ماریون مأموریت دادند آتورو را به سرزمین‌اش برگرداند و بعد در آب‌های اقیانوس آرام به دنبال سرزمین ناشناخته‌ای در جنوب فرضی بگردد. ماریون برای این هدف دو کشتی ماسکارین و مارکیس دو کستریز در اختیار داشت و در ۱۸ اکتبر ۱۷۷۱ حرکت کرد.
ماریون بیشتر ثروت شخصی خود را صرف آماده‌سازی خدمه ماموریت‌هایش کرد. امیدوار بود در این سفر، سود قابل توجهی در داد و ستد با جزایر ثروتمند جنوب اقیانوس آرام به دست بیاورد. هیچ‌کدام از اهداف مأموریت ماریون محقق نشد، آرتورو مدتی بعد از حرکت کشتی بر اثر آبله مرغان درگذشت و سرزمین ناشناختهٔ جنوبی کشف نشد و هیچ سودی از داد و ستد حاصل نگردید. در عوض ماریون ابتدا جزایر شاهزاده ادوارد و بعد جزایر کروزت را قبل از حرکت به سمت نیوزلند و استرالیا کشف کرد. کشتی‌هایش چند روز در تاسمانی توقف کردند و خلیج ماریون در جنوب شرقی به اسم او نام‌گذاری شد. او اولین اروپایی بود که با بومیان تاسمانی رو به رو شد.

### رسیدن به نیوزلند
ماریون در ۲۵ مارس ۱۷۷۲ کوه تاراناکی نیوزلند را رویت کرد و بدون اینکه اطلاع داشته باشد جیمز کوک سه سال قبل اسم اگمونت را برای این کوه انتخاب کرده‌است آن را پیک ماسکارین نام‌گذاری کرد.
ماه بعد دو کشتی خود را تعمیر کرد و اسکوربوت خود را درمان کرد. سپس در خلیج اسپریت و در بی آو آیلندز لنگر انداختند. ظاهراً در آغاز روابط شان با قوم مائوری آرام بود. با استفاده از کلمات تاهیتی که از آتورو آموخته بودند و زبان اشاره با آن‌ها ارتباط برقرار می‌کردند. با بسیاری از مردم مائوری از جمله ته کائوری (ته کوری) از قبیله نگپوهی ایوی صمیمی شدند. فرانسوی‌ها باغ سبزیجات فوق‌العاده‌ای در جزیره موچورو ایجاد کردند. شصت درصد از دریانوردان فرانسوی دچار اسکوربوت شدند و در بیمارستان کنار ساحل بستری بودند. مائوری‌ها از آن‌ها دعوت کردند از پا- مراسم بسیار کمیاب- دیدن کنند و شب همان‌جا خوابیدند. درعوض مردم مائوری به کشتی دعوت شدند و شب در کشتی خوابیدند. افسران فرانسوی عادت‌ها و رسوم مردم مائوری را مورد مطالعه قرار دادند که از جمله احوال‌پرسی، اخلاقیات جنسی، روش‌های ماهی‌گیری، نقش زنان، کشتن زندانیان، درست کردن خمیر ریشه سرخس و آدم‌خواری بود.
در این ماه‌ها دو نفر از مردم مائوری بازداشت شدند. اولی در کشتی مخفی شده بود و یک قمه دزدیده بود. مدت کوتاهی بازداشت شد که دچار ترس و هراس شود و بعداً آزاد شد و به جمع دوستانش برگشت. در مورد بعدی تعدای از مائوری‌ها شبانه به بیمارستان حمله کردند و تعدادی سلاح و لباس فرمرا دزدیدند. در حالی که سربازان مهاجمان را تعقیب می‌کردند، مائوری‌ها برگشتند و یک لنگر نیز دزدیدند. دو مرد گروگان گرفته شدند تا در قبال اشیای دزدی معاوضه شوند. یکی از آن‌ها به مشارکت در دزدی اعتراف کرد اما ته کوری را نیز به مشارکت متهم کرد. ماریون این گروه را پیدا کرد و دستور آزادی آن‌ها را صادر کرد. بعدها گروه مسلحی از مائوری‌ها به فرانسوی‌ها نزدیک شدند تا با آن‌ها مبارزه کنند اما فرانسوی‌ها با شناختی که از آن‌ها داشتند با هدیه دادن به مائوری‌ها به صلح رسیدند.

### قتل و انتقام
هیچ شاهد فرانسوی در جریان قتل ماریون زنده نماند و گروهش مدتی بعد از سرنوشت وی باخبر شدند. دو افسر فرانسوی به نام-های ژان روکس و دِ کلمور دو گزارشی در مورد قتل ماریون نوشتند.
در شب ۹ ژوئن ۱۷۷۲ نگهبانان فرانسوی در بیمارستان شش مائوری را در حال پرسه زدن دیدند. صبح متوجه شدند مائوری‌ها اطراف اردوگاه دوم، جایی که فرانسوی‌ها دکل می‌ساختند، هم پرسه می‌زدند. مائوری‌ها فردا به عنوان هدیه ماهی آوردند. روکس گفت مردم مائوری از دیدن تفنگی که روی چادرش نصب کرده بود تعجب کردند. روکس متوجه شد مهمان با دقت به سلاح‌ها و طرز کارشان و همچنین پدافند اردوگاه نگاه می‌کرد و نسبت به انگیزه‌های او مشکوک شد. مائوری درخواست کرد نحوه کار سلاح را ببیند و روکس به سگی شلیک کرد.
مائوری‌ها آن شب اطراف جزیره موچورو و در نزدیکی بیمارستان پرسه می‌زدند و با نزدیک شدن نگهبان‌ها فرار کردند. کاپیتان دو کلمو در مورد رفتارهای مشکوک به ماریون هشدار داد اما ماریون توجهی به حرف‌های کاپیتان نکرد. ماریون و ۲۶ نفر از افرادش کشته شدند. کشته شدگان عصر روز ۱۲ ژوئن ۱۷۷۲ ماریون و ۱۲ دریانورد مسلح به روستای ته کوری رفتند و سوار قایق شدند تا در منطقه مورد علاقهٔ شان ماهی‌گیری کنند. شامل وادریکورت و پیر لو (داوطلب)، توما بالو از وان، پیر موکلق (ناخدا دوم) از سنت مالو، لویی منژه (سکاندور) از لورینت، ونسان کرنر از پورت لویی، مارک لو گرف از لورین، مارک لو کوق از آوری، ژان مستیک از پلووینر، پیر کایوش از لانگیدیک و متوران دومالان از هیلیون می‌شدند.
آن شب ۴۰۰ مائوری مسلح به اردوگاه بیمارستان حمله کردند اما با تهدید سلاح‌های متعدد متوقف شدند. به افرادش دستور آتش‌بس داد و متوجه شد کاملاً اتفاقی از قتل‌عام در خواب نجات یافته‌اند. یک فرمانده به را گفت ته کوری ماریون را به قتل رسانده‌است. در همین زمان قایق‌های نجات پر از دریانوردان فرانسوی با خبر کشته شدن ماریون و دریانوردان رسیدند. یک بازمانده که نجات یافته بود تعریف کرد مائوری آن‌ها را به مسیری هدایت کرد که سربازان به آن‌ها حمله کردند و بقیه دریانوردان را به قتل رساندند.
روزهای بعد فرانسوی‌ها آماج حملات بی‌وقفه قرار گرفتند. روز بعد ۱۲۰۰ مائوری با فرماندهی ته کوری فرانسوی‌ها را محاصره کردند. وقتی نزدیک شدند روکس دستور داد به ته کوری شلیک کنند. بعد نیروهای کمکی مائوری بیشتر شدند. فرانسوی‌ها تصمیم گرفتند اردوگاه بیمارستان را ترک کنند. بعد مائوری‌ها تمام ابزارشان را دزدیند و اردوگاه را به آتش کشیدند. به اندازه‌ای نزدیک بودند که فرانسوی‌ها می‌توانستند، ببیند لباس‌های ماریون و دریانوردان متوفی را به تن دارند.
فرانسوی‌ها به جزیره موچورا عقب‌نشینی کردند. آن شب مائوری‌ها دوباره به اردوگاه حمله کردند و این بار فرانسوی‌ها به آن‌ها شلیک کردند. روز بعد مائوری‌های بیشتری از راه رسیدند و نیروهای آن‌ها به ۱۵۰۰ نفر افزایش یافت. فرانسوی‌ها با ۲۶ دریانورد مسلح به سمت آن‌ها شلیک کردند و مائوری‌ها به منطقه ته کوری فرار کردند. فرانسوی‌ها به ته کوری حمله نمودند و به مدافعان که آن‌ها را نیزه باران می‌کردند، شلیک کردند. بازمانده‌ها سوار قایق شدند و گریختند. ۲۵۰ مائوری از جمله پنج فرمانده در این نبرد کشته شدند. و تعداد زیادی از فرانسوی‌ها زخمی شدند.
روکس، ژولین مری کروزت و امبروز برنارد مری لو کلمور متحد شدند و در مدت یک ماه با آماده‌سازی کشتی‌ها برای خروج، از مائوری‌ها انتقام گرفتند.
روکس یک ماه بعد در ۷ ژوئیه منطقه متروکه ته کوری را جستجو کرد و سر پخته شده یک دریانورد را روی نیزه و همچنین استخوان‌های انسانی را نزدیک آتش پیدا کرد. فرانسوی‌ها ۱۲ ژوئیه ۱۷۷۲ آنجا را ترک کردند. فرانسوی‌ها یک بطری در وایپوآ در موچورو به خاک سپردند که حاوی نشان فرانسه و اعلامیه رسمی تملک تمام کشور با نام «فرانس استرالیا» بود. گرچه داستان مرگ ماریون به صورت کتبی و شفاهی همه‌جا چرخید و نیوزلند به عنوان سرزمینی خطرناک و نامناسبی برای استعمار بدنام شد و مفهوم مردم جزایر اقیانوس آرام در اروپا را به عنوان وحشی نیک به چالش کشید.

### انگیزه‌های احتمالی برای قتل
دلایل احتمالی زیادی برای این قتل‌عام وجود دارد از جمله اینکه فرمانده ته کوری ماریون را تهدیدی برای اختیارات خودش قلمداد کرد یا اینکه ته کوری به تأثیرات اقتصادی فراهم کردن غذا برای دو گروه فکر کرد، یا اینکه گروه ماریون ناخواسته قوانین تپو را نقض کردند. قوانینی مانند اجرای تشریفات قبل از قطع درختان کائوری یا نقض قوانین با ماهی‌گیری در خلیج ماناوورا را شامل می‌شد.
یک خبرچین نگاپوهی گزارشی به جان وایت (انسان‌شناس ۱۸۲۶–۱۸۱۸۹۱) داد که تا سال ۱۹۶۵ منتشر نشد و به این شرح بود که ته کوری و تاهی‌تپو هنگامی که ماریون و ۲۶ نفر از دریانوردانش کشته و خورده شدند در قتل‌عام حضور داشتند. ظاهراً قوانین تپو بعد از اینکه اعضای قبیله‌ای محلی در این محل غرق شدند و جسدشان به خلیج تاکوری رسید وضع شدند و به همین دلیل مائوری‌ها اعتقاد داشتند نقض قوانین خدایان، قبایل همسایه را خشمگین می‌کند و باعث جنگ می‌شود.

## کتابشناسی
- Beaglehole, J.C., ed. (1968). The Journals of Captain James Cook on His Voyages of Discovery, vol. I:The Voyage of the Endeavour 1768–1771. Cambridge University Press. OCLC 223185477.
- Edward Duyker (ed.) The Discovery of Tasmania: Journal Extracts from the Expeditions of Abel Janszoon Tasman and Marc-Joseph Marion Dufresne 1642 & 1772, St David's Park Publishing/Tasmanian Government Printing Office, Hobart, 1992, pp. 106, ISBN 0-7246-2241-1.
- Edward Duyker, An Officer of the Blue: Marc-Joseph Marion Dufresne 1724–1772, South Sea Explorer, Melbourne University Press, Melbourne, 1994, pp. 229, ISBN 0-522-84565-7.
- Edward Duyker, Marc-Joseph Marion Dufresne, un marin malouin à la découvertes des mers australes, traduction française de Maryse Duyker (avec l'assistance de Maurice Recq et l'auteur), Les Portes du Large, Rennes, 2010, pp. 352, ISBN 978-2-914612-14-2.
- Edward Duyker, 'Marion Dufresne, Marc-Joseph (1724–1772)', Australian Dictionary of Biography, Supplementary Volume, Melbourne University Press, 2005, pp 258–259.
- Kelly, Leslie G. (1951). Marion Dufresne at the Bay of Islands. Wellington: Reed.
- Salmond, Anne (1991). Two worlds: first meetings between Māori and Europeans, 1642-1772. Auckland, N.Z.: Viking. ISBN 0-670-83298-7. OCLC 26545658.